# Ichneumon dorsalis
Ichneumon dorsalis är en stekelart som beskrevs av Cresson 1864. Ichneumon dorsalis ingår i släktet Ichneumon och familjen brokparasitsteklar. Inga underarter finns listade i Catalogue of Life.